# سيادة البيض (جنوب إفريقيا)

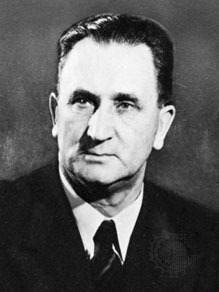
سترايدوم من رؤساء وزراء إليزابيث الثانية وكان من أبرز أنصار سيادة البيض

كان باسكاب (بالأفريقانية: Baasskap)‏ مفهوماً يُشير إلى سيادة البيض في جنوب أفريقيا وكان يُستخدَم خلال الفصل العنصري. تُترجم الكلمة حرفياً من اللغة الأفريقانية إلى العربية بأنها "مدرب السفينة"، لكن الترجمة الأكثر قابلية للتطبيق هي "الهيمنة"، أو "سيادة البيض"، ويُشير إلى هيمنة الأفريقانيين البيض في جنوب أفريقيا.
قام مؤيدو الباسكاب (الذين يشكلون أكبر فصيل من الأيديولوجيين في الفصل العنصري في الحزب الوطني، ومؤسسات الدولة) بتطبيق الفصل بطريقة منهجية، من أجل الحفاظ على النقاء العرقي، والسماح لهيمنة الأفريقانيين على المجالين الاقتصادي والسياسي. ومع ذلك، لم يكن مؤيدو الباسكاب يعارضون مشاركة السود الجنوب أفريقيين في الاقتصاد، طالما أن العمل الأسود كان يتم التحكم به بطريقة حافظت على الهيمنة الاقتصادية للأفريقانيين.
كان من أبرز أنصار الباسكاب يوهانس جيرهاردوس سترايدوم، رئيس الوزراء من 1954 إلى 1958، وشارل روبيرت سوارت، وزير العدل. كان هندريك فيرورد يتعاطف مع فصيل الأيديولوجيين ذوي النزعة الصفائية، الذين عارضوا التكامل الاقتصادي للأفارقة (على النقيض من مؤيدي الباسكاب الذين كانوا أكثر اهتماماً بالهيمنة البيضاء في اقتصاد متكامل). ومع ذلك، قدم فيرورد حتى اليوم المفهوم الخام للباسكاب مع قشرة من الاحترام الفكري.